# Hrabstwo Westmorland
Hrabstwo Westmorland (ang. Westmorland County, fr. Comté de Westmorland)  – jednostka administracyjna kanadyjskiej prowincji Nowy Brunszwik leżąca na południowym wschodzie prowincji.
Hrabstwo ma 144 158 mieszkańców. Język angielski jest językiem ojczystym dla 55,1%, francuski dla 42,4% mieszkańców (2011).